# Panhard

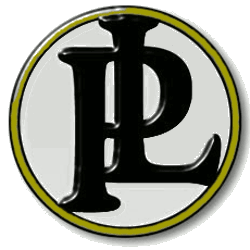
Panhard et Levassor

Panhard, vroeger Panhard et Levassor, is een van de oudste automerken ter wereld. Het is in 1886 opgericht door Émile Levassor en René Panhard en bestond tot 1967. Aanvankelijk werkte de firma met licenties van Daimler.

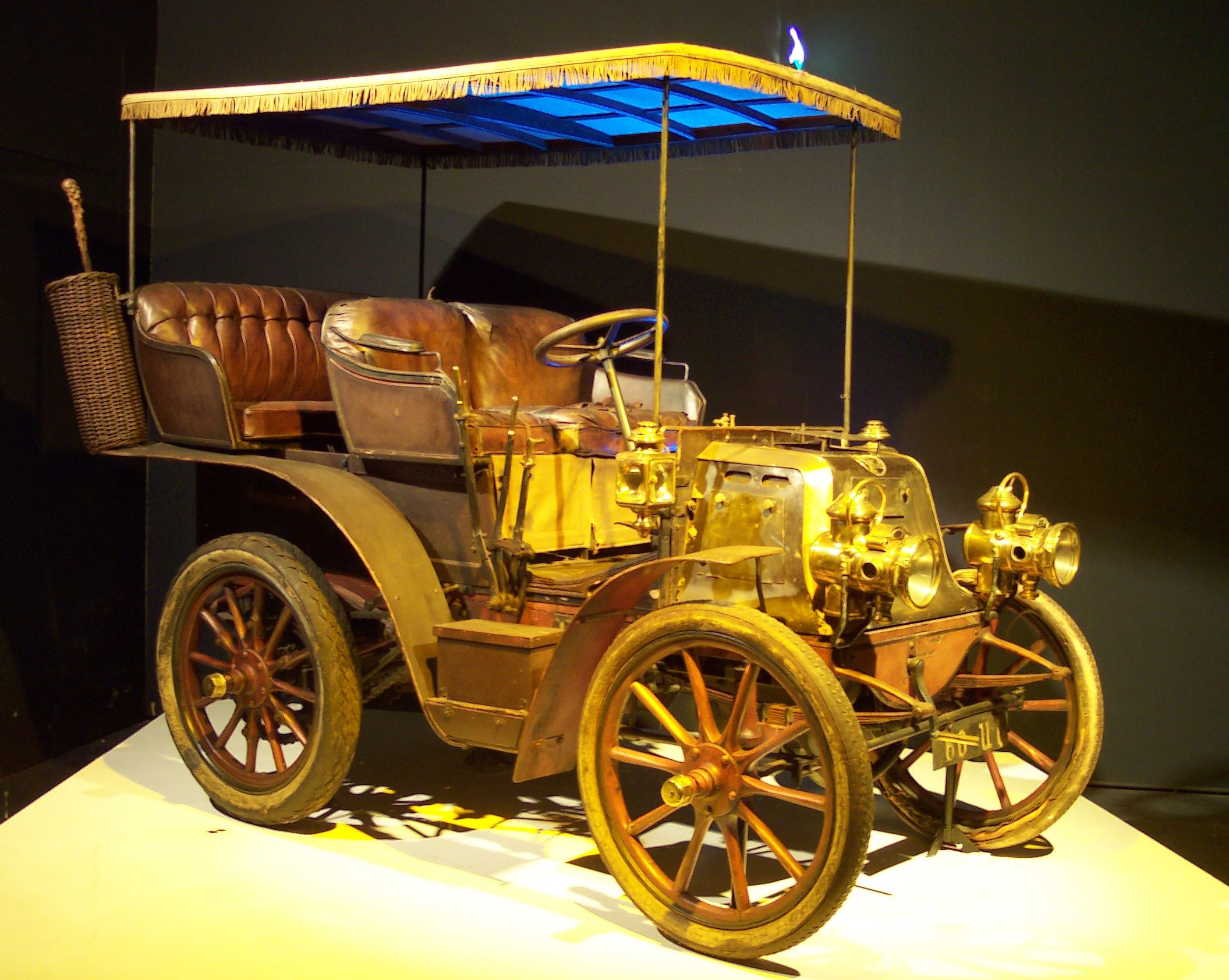
Panhard et Levassor 1899

Een benzine-auto van Panhard et Levassor was de eerste die heel Parijs doorreed (1891) en de eerste die het traject Parijs-Nice aflegde (1893).
Na de dood van Levassor in 1897 werd de firma geleid door René Panhard. Hij werd opgevolgd door zijn neef Paul Panhard (1881-1969) en vervolgens door diens zoon Jean Panhard (1913-2014).
Panhard bouwde allerlei typen auto's - van kleine personenauto's, sport- en raceauto's tot luxe auto's. Het bedrijf bouwde verder autobussen voor onder meer Parijs, vrachtauto's en voor het Franse ministerie van Defensie militaire voertuigen.

De concurrentie werd vooral na de Tweede Wereldoorlog steeds heviger. In 1955 kwam het bedrijf in financiële moeilijkheden en nam Citroën een belang van 25% in Panhard, en in 1965 werd Panhard in zijn geheel door Citroën overgenomen. In juli 1967 werd de productie van de Panhard 24 beëindigd en daarmee liet Citroën het merk ter ziele gaan. Tot 2004 werden er nog pantservoertuigen onder de naam Panhard gebouwd. In 2004 werd deze defensietak aan het Franse Auverland verkocht.
In Nederland vond ook in de jaren 1956 en 1957 bouw van Panhard-personenauto's plaats, door middel van assemblage van het type Dyna X door het carrosserie- en assemblagebedrijf Mulder in Boskoop. Dit bedrijf assembleerde meer automerken, zoals de FIAT Tipolini.
Autobussen en vrachtauto's die door het bedrijf werden gebouwd, werden aangedreven door een door het bedrijf zelf ontwikkelde dieselmotor, de 4HL. De productie van vrachtauto's vond plaats vanaf de jaren 1910 tot in de jaren 1950.

## Personenautomodellen na WOII
- Panhard Dyna X
- Panhard Dyna Z
- Panhard Junior
- Panhard DB
- Panhard CD
- Panhard PL17
- Panhard 24CT
- Panhard 24BT

## Autobussen
- K63A Parijse stadsbus
- Panhard-Chausson stadsbus in dienst bij de HTM

## Utiliteitswagens
- Panhard K185 brandweerauto
- Panhard Movic K185 vrachtauto

## Defensiematerieel
- AMD 165 pantserwagen
- AMD 175 pantserwagen
- AMD 178/178D pantserwagen
- AM 40 P (prototype)
- De EBR 75 (doorontwikkeling van de AM0 P)
- AML60
- VBL
- VAP (patrouillevoertuig)
- ERC 90 NG (6X6 pantserwagen)
- A3, TC 10, TC 24 (diverse jeeps)
- TC 54 (lichte vrachtwagen)

## Galerij

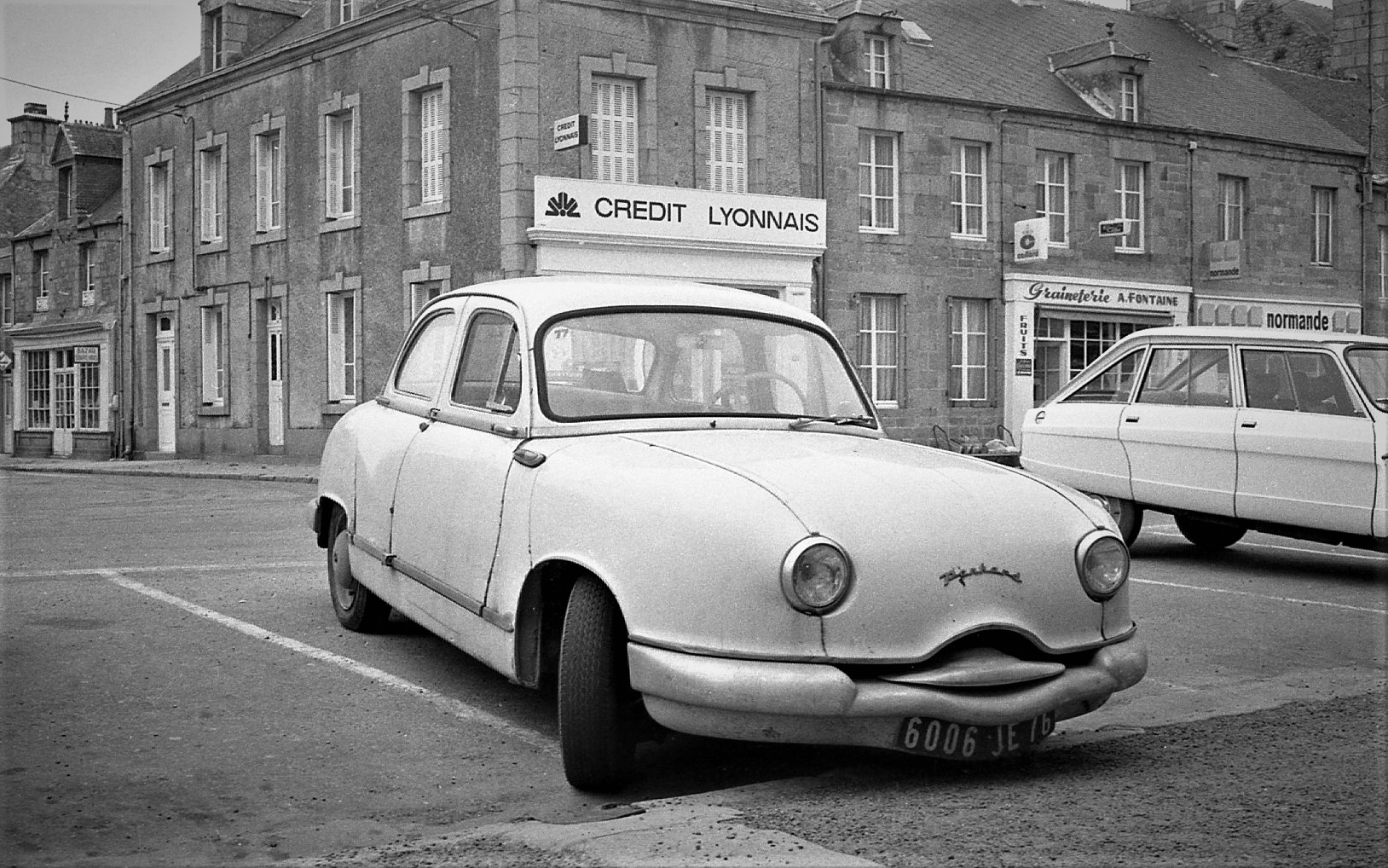
Panhard Dyna Z in 1978 in Normandië, Frankrijk
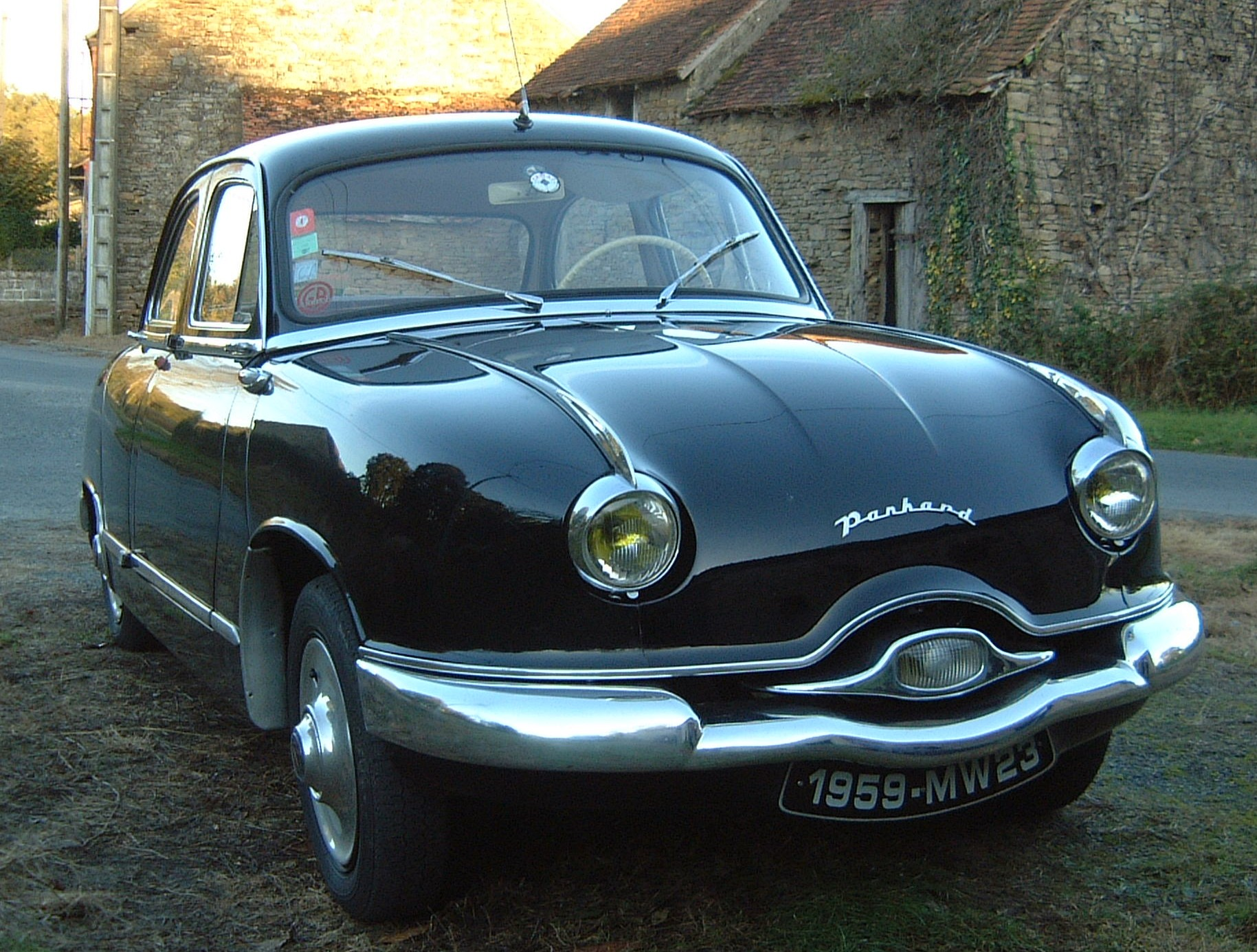
Panhard Dyna Z 1959
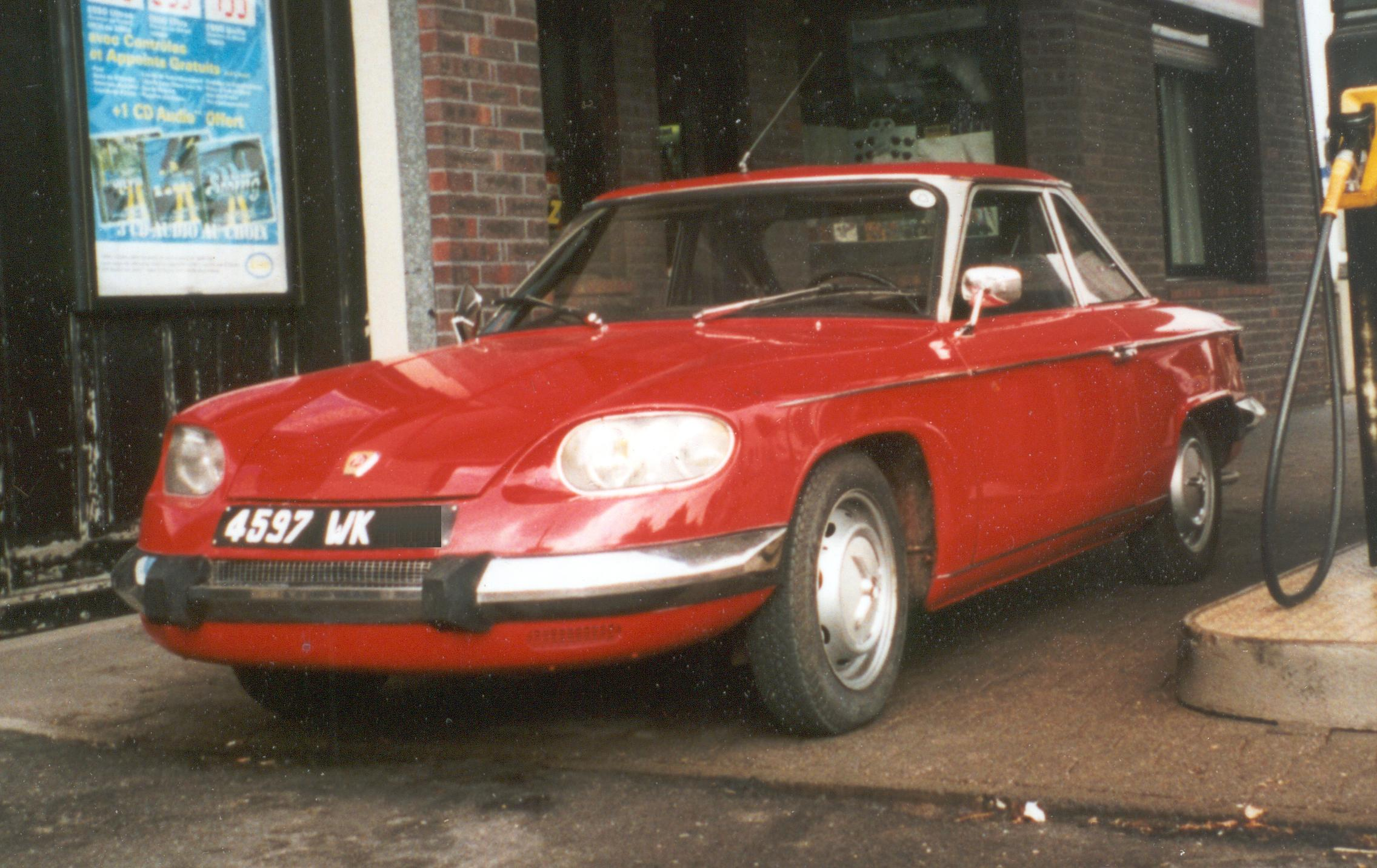
Panhard 24 CT, 1966